# Chiavenna
Chiavenna (tiếng Latinh: Clavenna, tiếng Ý: Chiavenna, tiếng Đức: Cläven or Kleven, tiếng Romansh: Clavenna) là một đô thị ở tỉnh Sondrio trong vùng Lombardia của Italia, có vị trí khoảng 100 km về phía bắc của Milano và khoảng 40 km về phía tây bắc của Sondrio. Tại thời điểm ngày 31 tháng 12 năm 2004, đô thị này có dân số 7.263 người và diện tích là 11,1 km².
Đô thị Chiavenna có các frazioni (các đơn vị cấp dưới, chủ yếu là các làng) Campedello, Loreto, Pianazzola, và San Carlo.
Chiavenna giáp các đô thị: Mese, Piuro, Prata Camportaccio, San Giacomo Filippo.